# Confédération générale du travail
La Confédération générale du travail (CGT) è una confederazione sindacale francese creata il 23 settembre 1895 a Limoges. Fa parte delle cinque confederazioni di sindacati professionali di salariati francesi considerate come rappresentative dallo Stato ed è quella che ha ottenuto la maggior parte dei suffragi (32%) alle ultime elezioni professionali.
La CGT è membro della Confederazione sindacale internazionale (CSI).

## Storia

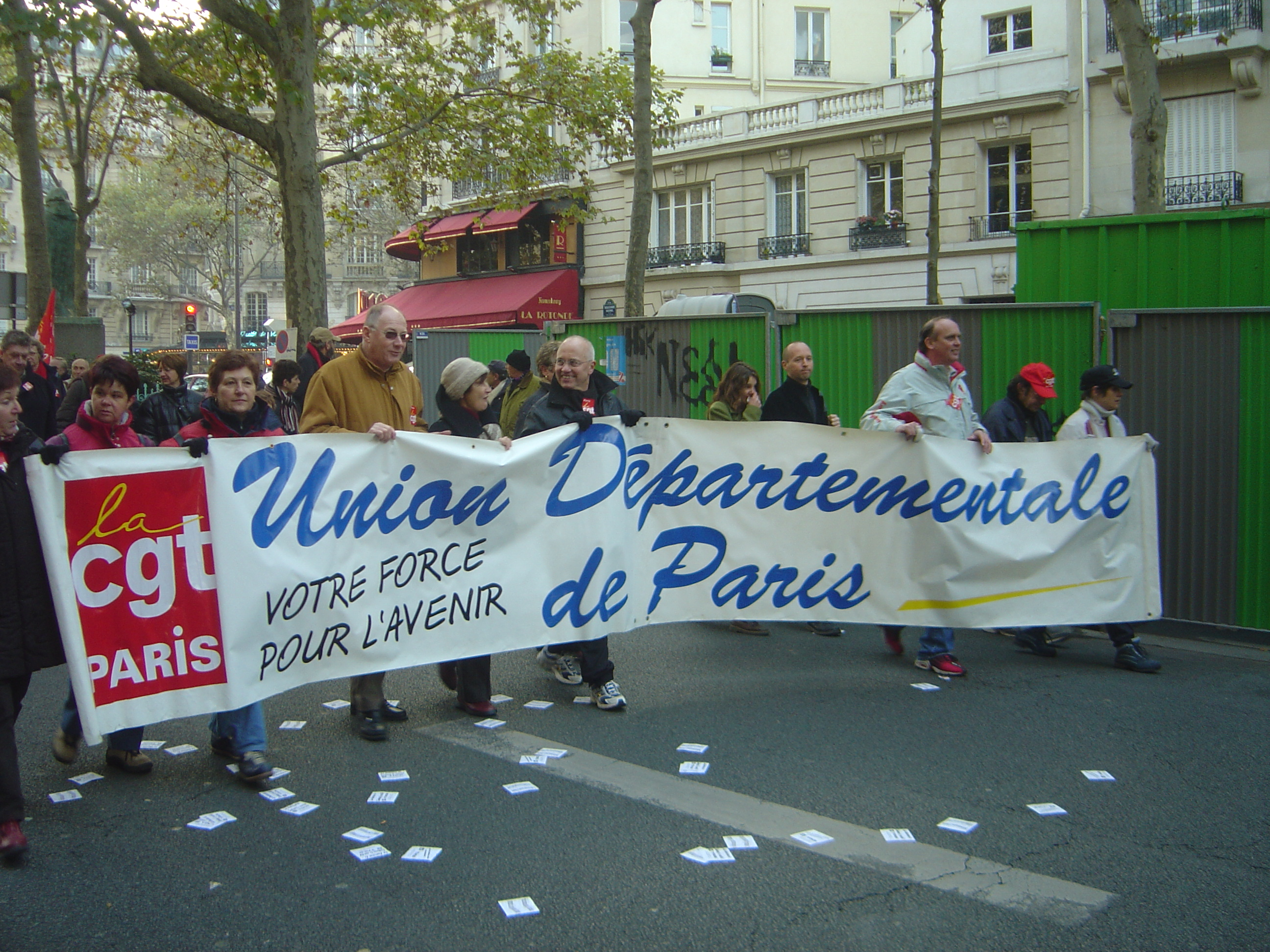
Militanti della CGT che manifestano a Parigi per i servizi pubblici

Il primo nucleo del sindacato fu la Fédération nationale des syndicats costituita nel 1884 da lavoratori vicini alle posizioni di Guesde. Successivamente prevalsero nell'organizzazione anarchici come Émile Pouget, blanquisti e sostenitori di Jean Allemane. Nel 1895 il sindacato assunse la denominazione attuale e nel 1902 si fuse con la Fédération des Bourses du travail di ispirazione sindacalista rivoluzionaria. Fino al 1921 fu dominata dagli anarco-sindacalisti. Durante questo periodo, la CGT entrò violentemente in contrasto sia con le autorità che con i datori di lavoro. Inoltre, rifiutò di affiliarsi ad un partito politico. Nel 1906, la Carta d'Amiens proclamò l'indipendenza dei sindacati. Ancora, sotto la guida di Léon Jouhaux, la confederazione si unì alla "sacra unione" durante la prima guerra mondiale, che provocò la prima scissione interna alla CGT. Mentre Jouhaux cercava di associare la CGT con le autorità, i suoi oppositori criticarono la pervadente atmosfera di nazionalismo. Essi accolsero con speranza ed entusiasmo la notizia della Rivoluzione d'ottobre.
Seguendo la Rivoluzione in Russia il movimento laburista e socialista francese divenne sempre più diviso tra "rivoluzionari" che supportavano i Bolscevichi ed un'azione decisa in patria ed i "riformisti" che favorivano la moderazione e la re-affiliazione alla Seconda Internazionale. Un prodotto di questa divisione fu l'allontanamento dei "rivoluzionari". Nel 1921, essi crearono una federazione rivale, la Confédération générale du travail - unitaire o CGTU. In essa, i comunisti coabitavano con gli anarchici e i sindacalisti rivoluzionari. A poco a poco, l'influenza del Partito Comunista Francese (Parti communiste français o PCF) sulla CGTU crebbe. I non comunisti fondarono allora la Confédération générale du travail - syndicaliste révolutionnaire o CGTSR.
Nel 1934, i partiti di Sinistra si unirono per contrastare l'estrema destra. Due anni dopo, il "Fronte Popolare" vinse le elezioni del 1936. Contemporaneamente la CGT e la CGTU furono riunificate. Il nuovo soggetto negoziò col governo e i datori di lavoro ed accolse molti nuovi membri. Ciononostante i comunisti furono espulsi in seguito al Patto Molotov-Ribbentrop nel 1939, e la CGT fu sciolta dal Governo di Vichy.
La CGT si trasformò allora in un'organizzazione segreta affiliata alla Resistenza. Divenne sempre più influenzata dal Partito Comunista Francese. Dopo l'espulsione dei comunisti dal governo e la sconfitta generale del 1947 si ebbe una nuova scissione, che questa volta coinvolgeva i riformisti di Destra, quando Léon Jouhaux fondò Force ouvrière (FO). Questo soggetto criticava l'influenza comunista come incompatibile con la Charte d'Amiens. Per preservare la propria unità, la Fédération de l'Education nationale o FEN lasciò la CGT ma non si unì alla FO. Il comunista Benoît Frachon divenne leader della CGT.
Nonostante la CGT fosse dominante nel panorama sindacale francese, rimase isolata fino al 1966. In quell'anno, decise di coordinare le proprie azioni con la Confédération française démocratique du travail. Nel Maggio '68, la confederazione fu criticata dall'estrema sinistra perché il suo leader Georges Séguy aveva firmato il Patto di Grenelle con il Primo Ministro Georges Pompidou. Negli anni Settanta, sostenne l'"Unione di Sinistra". Ma dopo la sconfitta alle elezioni del 1978, l'alleanza con la CFDT fu rotta.
L'elezione di Henri Krasucki nel 1982, seguita dalle dimissioni dei ministri comunisti due anni dopo, portò ad una radicalizzazione della confederazione. Infine, negli anni Novanta, sotto la guida di Louis Viannet e Bernard Thibault, la CGT ruppe i legami con il Partito Comunista Francese e riuscì a restare uno dei due maggiori sindacati francesi.
Ha partecipato ai conflitti sociali contro il piano di riforma del Welfare di Alain Juppé nel 1995, le riforme delle pensioni del 2003 ed il Contratto di primo impiego del 2006.
In seguito al congresso del 1995 la CGT ha abbandonato la filo-comunista Federazione Sindacale Mondiale e divenne membro nel 1999 dell'European Trade Union Confederation. La Federazione degli Agroalimentari e la Federazione dei Chimici hanno mantenuto l'adesione alla FSM. Durante il 52º congresso svolto nel 2019, la maggioranza dei delegati ha votato per ripristinare i rapporti con l'FSM.
La riforma delle pensioni nel 2023, voluta dal Presidente Macron, ha infiammato la Francia fra solidarietà e senso di identità, scatenando una massiccia ondata di proteste della CGT. La riforma lederebbe i principi fondamentali di giustizia sociale, aumentando le diseguaglianze – in un contesto di sostanziale tenuta del sistema pensionistico –, a costo di violare l’economia morale e gli obblighi verso la collettività previsti da Edward Palmer Thompson già due secoli orsono. Le organizzazioni sindacali, a difesa dei conflitti sociali e la loro capacità di possedere la rappresentanza ampia e trasversale dei lavoratori, hanno reagito.

### Problemi giudiziari
La CGT (così come il PCF) è stata messa in causa dal tribunale di Parigi che sospetta vi siano stati storni di fondi provenienti dal consiglio d'amministrazione dell'EDF. Bernard Thibault è stato ascoltato (come semplice testimone), il suo assistente secondo il giudice d'Huy sarebbe stato pagato dal CE dell'EDF, gestito unicamente dalla CGT. La CGT si difende affermando che "le spese sono controllate permanentemente da una decina d'anni".

## Organizzazione

### Struttura
Con il 32,1% dei voti alle ultime elezioni professionali (dicembre 2002), la CGT è la prima organizzazione sindacale di Francia per seguito, ma seconda dietro alla CFDT in termini di iscritti rivendicati (873 000), con circa 711 049 aderenti (2004)
La CGT comprende 22 000 sindacati o sezioni di base, raggruppati in 33 federazioni professionali, di cui le più importanti sono quelle dei ferrovieri, della metallurgia, delle Miniere-Energia, dei PTT, della Sanità e dei Trasporti.
La CGT conta anche due unioni, degli ingegneri, quadri e tecnici (UGICT) et dei pensionati (UCR), oltre che un Comitato nazionale di lotta e di difesa dei ferrovieri.
È divisa in 857 unioni locali (UL), 96 unioni dipartimentali (UD), raggruppati in 21 comitati regionali interprofessionali. Le regioni più importanti sono l'Île-de-France, la Languedoc-Roussillon, il Nord-Pas-de-Calais, le regioni PACA e Rhône-Alpes.
Le istanze dirigenti sono il Bureau confederale (12 membri) e la commissione esecutiva (54 membri). Il bureau è eletto in seno alla commissione esecutiva dal comitato confederale nazionale (CCN, 300 membri), che riunisce tre o quattro volte l'anno i rappresentanti di dipartimenti, regioni e federazioni e che costituisce il "parlamento" della CGT.

### Federazioni ed Unioni
- Fédération CGT des cheminots
- Union Générale des Fédérations de Fonctionnaires
- Fédération des Finances CGT

### Iscritti
| Anno | Aderenti (in migliaia) |
| 1948 | 4 000                  |
| 1958 | 1 650                  |
| 1968 | 2 300                  |
| 1975 | 2 377                  |
| 1997 | 634                    |
| 2005 | 711                    |

## Elezioni Professionali
Fino al 2008 i membri delle Corti del Lavoro sono stati eletti con suffragio diretto in collegi diversi per i salariati e i datori di lavoro.
| Anno | %     | Posizione |
| ---- | ----- | --------- |
| 1987 | 33,35 | 1         |
| 1992 | 33,35 | 1         |
| 1997 | 33,11 | 1         |
| 2002 | 32,13 | 1         |
| 2008 | 34,00 | 1         |

## Segretari generali
| Segretari          | Periodo                                 |
| ------------------ | --------------------------------------- |
| A. Legaisle        | dal 4 dicembre 1895 al 20 giugno 1899   |
| Maurice Copigneaux | dal 20 giugno 1899 al settembre 1900    |
| Victor Renaudin    | dal settembre 1900 al 21 aprile 1901    |
| Eugène Guérard     | dal 21 aprile al 26 novembre 1901       |
| Victor Griffuelhes | dal novembre 1901 al 2 febbraio 1909    |
| Louis Niel         | dal 24 febbraio al 26 maggio 1909       |
| Léon Jouhaux       | dal 12 luglio 1909 al 19 dicembre 1947* |
| Benoît Frachon     | dal 5 settembre 1945 al 16 giugno 1967* |
| Alain Le Léap      | dal gennaio 1948 al 27 settembre 1957*  |
| Georges Séguy      | dal 16 giugno 1967 al 18 giugno 1982    |
| Henri Krasucki     | dal 18 giugno 1982 al 31 gennaio 1992   |
| Louis Viannet      | dal 31 gennaio 1992 al 5 febbraio 1999  |
| Bernard Thibault   | dal 5 febbraio 1999 al 22 marzo 2013    |
| Thierry Lepaon     | dal 22 marzo 2013 al 7 gennaio 2015     |
| Philippe Martinez  | dal 7 gennaio 2015 al 31 marzo 2023     |
| Sophie Binet       | dal 31 marzo 2023                       |

*Dal 1945 al 1957, il Bureau della CGT è composto da due segretari generali. (Modifica dell'articolo 9 in seguito al 26º Congresso della CGT del 1946).